# Rectificación (geometría)

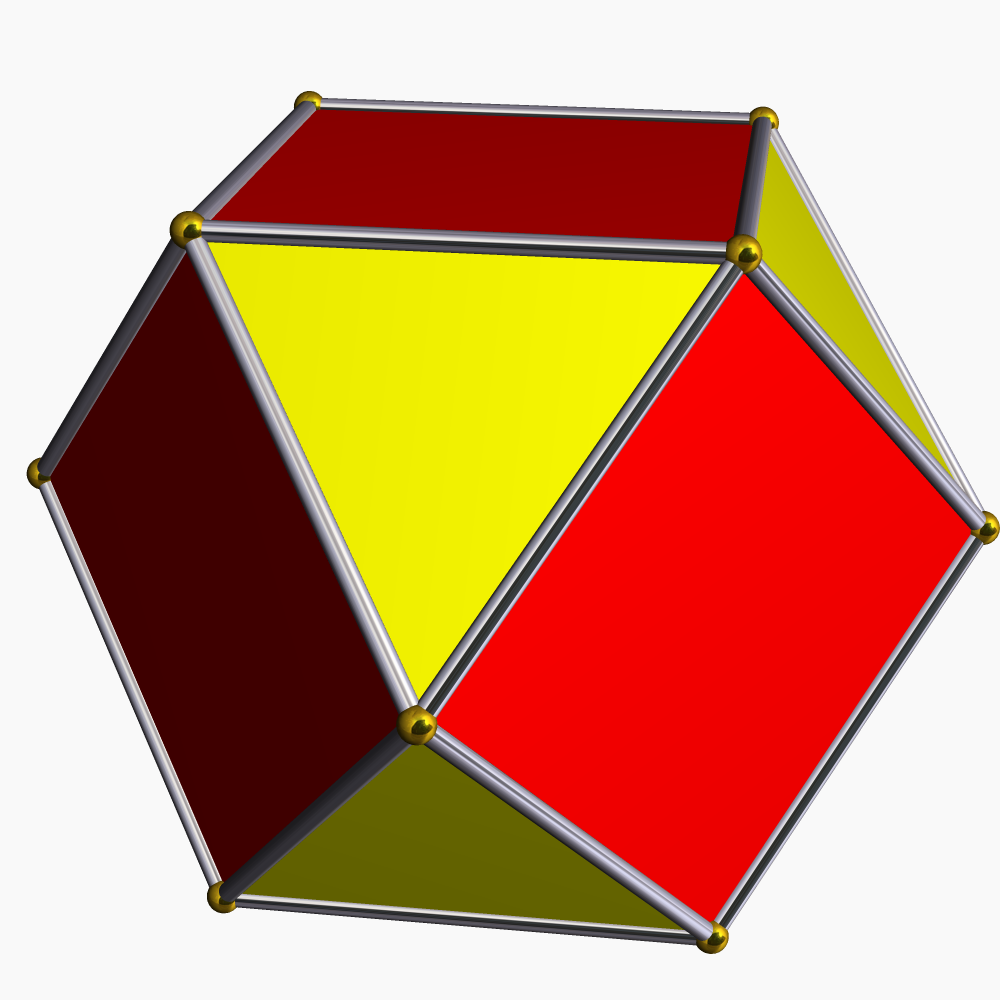
Un cubo rectificado es un cuboctaedro, de forma que las aristas del cubo original quedan reducidas a vértices y los vértices expandidos en nuevas caras triangulares

Un cubo birrectificado es un octaedro: las caras se reducen a puntos y las nuevas caras se centran en los vértices originales

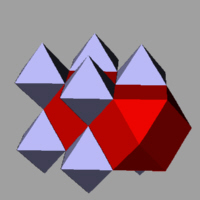
Un panal cúbico rectificado: aristas reducidas a vértices y vértices expandidos en nuevas celdas

En geometría euclídea, la rectificación, también conocida como truncamiento crítico o truncamiento completo es el proceso de truncar un politopo marcando los puntos medios de todas sus aristas, y truncando sus vértices mediante planos que pasan por estos puntos. El nuevo politopo resultante estará delimitado por las facetas de las figuras de vértice y por las facetas una vez rectificadas del politopo original.
Un operador de rectificación a veces se denota con la letra r seguida de un símbolo de Schläfli. Por ejemplo, r{4,3}  es el cubo rectificado, también llamado cuboctaedro, y también representado como {\displaystyle {\begin{Bmatrix}4\\3\end{Bmatrix}}}. Y un cuboctaedro rectificado rr{4,3}  es un rombicuboctaedro, y también se representa como {\displaystyle r{\begin{Bmatrix}4\\3\end{Bmatrix}}}.
La notación de poliedros de Conway usa la letra {\displaystyle a} para ambo como este operador. En teoría de grafos esta operación crea un grafo medial.
La rectificación de cualquier poliedro o teselado regular dual dará como resultado otro poliedro o teselado regular con un orden de teselado de 4. Por ejemplo, el tetraedro {3,3}  se convierte en octaedro {3,4}. Como caso especial, un teselado cuadrado {4,4}  se convertirá en otro teselado cuadrado {4,4}  bajo una operación de rectificación.

## Ejemplo de rectificación como truncamiento final a una arista
La rectificación es el punto final de un proceso de truncamiento. Por ejemplo, en un cubo, esta secuencia muestra cuatro pasos de un continuo de truncamientos entre la forma regular y la rectificada:

## Rectificaciones de grado superior
La rectificación de mayor grado se puede realizar en politopos regulares de mayor dimensión. El mayor grado de rectificación crea el poliedro conjugado. Una rectificación trunca los bordes hasta convertirlos en puntos. Una birrectificación trunca caras hasta convertirlas en puntos. Una trirrectificación trunca las celdas reduciéndolas a puntos, y así sucesivamente.

## Ejemplo de birrectificación como truncamiento final a una cara
Esta secuencia muestra un cubo birrectificado como la secuencia final de un cubo al dual donde las caras originales se truncan en un solo punto:

## En polígonos
El dual de un polígono es lo mismo que su forma rectificada. Los nuevos vértices se colocan en el centro de los bordes del polígono original.

## En poliedros y teselados planos
Cada sólido platónico y su conjugado tienen el mismo poliedro rectificado (aunque esto no es cierto para los politopos en dimensiones más altas).
El poliedro rectificado resulta expresable como la intersección del sólido platónico original con una versión concéntrica escalada apropiadamente de su dual. Por esta razón, su nombre es una combinación de los nombres del original y el dual:
1. El tetraedro rectificado, cuyo dual es el tetraedro, es el tetratetraedro, más conocido como octaedro.
2. El octaedro rectificado, cuyo dual es el cubo, es el cuboctaedro.
3. El icosaedro rectificado, cuyo dual es el dodecaedro, es el icosidodecaedro.
4. Un teselado cuadrado rectificado es también un teselado cuadrado.
5. Un teselado triangular o teselado hexagonal rectificado es un teselado trihexagonal.

Ejemplos
| Familia | Original                       | Rectificado              | Dual                           |
| · [p,q] |                                |                          |                                |
| ------- | ------------------------------ | ------------------------ | ------------------------------ |
| [3,3]   | Tetraedro                      | Octahedron               | Tetraedro                      |
| [4,3]   | Cubo                           | Cuboctaedro              | Octaedro                       |
| [5,3]   | Dodecaedro                     | Icosidodecaedro          | Icosaedro                      |
| [6,3]   | Teselado hexagonal             | Teselado trihexagonal    | Teselado triangular            |
| [7,3]   | Teselado heptagonal de orden-3 | Teselado triheptagonal   | Teselado triangular de orden-7 |
| [4,4]   | Teselado cuadrado              | Teselado cuadrado        | Teselado cuadrado              |
| [5,4]   | Teselado pentagonal de orden-4 | Teselado tetrapentagonal | Teselado cuadrado de orden-5   |

### En poliedros no regulares
Si un poliedro no es regular, los puntos medios de las aristas que rodean un vértice pueden no ser coplanares. Sin embargo, todavía es posible una forma de rectificación en este caso: cada poliedro tiene un grafo poliédrico como su 1-esqueleto, y a partir de ese gráfico se puede formar el grafo medial colocando un vértice en cada borde del punto medio del gráfico original y conectando dos de estos nuevos vértices por una arista siempre que pertenezcan a aristas consecutivas en una cara común. El gráfico medial resultante sigue siendo poliédrico, por lo que mediante el teorema de Steinitz se puede representar como un poliedro.
El equivalente en la notación de poliedros de Conway a rectificación es ambo, representado por la letra a. Aplicar dos veces aa, (rectificar una rectificación) es la operación denominada expansión de Conway, e, que es la misma que la operación canteado de Johnson, t0,2 generada a partir de poliedros y teselados regulares.

## En 4-politopos y teselaciones de panales 3D
Cada 4-politopo regular convexo tiene una forma rectificada como 4-politopo uniforme.
Un 4-politopo regular {p, q, r} tiene celdas {p, q}. Su rectificación tendrá dos tipos de celdas, un poliedro {p,q} rectificado que queda de las celdas originales y un poliedro {q,r} como nuevas celdas formadas por cada vértice truncado.
Sin embargo, una {p,q,r} rectificada no es lo mismo que una {r,q,p} rectificada. Otro truncamiento, llamado bitruncamiento, es simétrico entre un 4-politopo y su dual.
Ejemplos
| Familia   | Original                | Rectificado                         | Birrectificado (Dual rectificado)       | Trirectificado (Dual) |
| · [p,q,r] | · {p,q,r}               | · r{p,q,r}                          | · 2r{p,q,r}                             | · 3r{p,q,r}           |
| --------- | ----------------------- | ----------------------------------- | --------------------------------------- | --------------------- |
| [3,3,3]   | Pentácoron              | 5-celdas rectificado                | 5-celdas rectificado                    | Pentácoron            |
| [4,3,3]   | Teseracto               | Teseracto rectificado               | 16-celdas rectificado (Icositetracoron) | Hexadecacoron         |
| [3,4,3]   | icositetracoron         | 24-celdas rectificado               | 24-celdas rectificado                   | Icositetracoron       |
| [5,3,3]   | Hecatonicosacoron       | 120-celdas rectificado              | 600-celdas rectificado                  | Hexacosicoron         |
| [4,3,4]   | Panal cúbico            | Panal cúbico rectificado            | Panal cúbico rectificado                | Panal cúbico          |
| [5,3,4]   | Dodecaédrico de orden-4 | Dodecaédrico de orden-4 rectificado | Cúbico de orden-5 rectificado           | Cúbico de orden-5     |

## Grados de rectificación
Una primera rectificación trunca los bordes hasta convertirlos en puntos. Si un politopo es regular, esta forma se representa mediante una notación de símbolos de Schläfli extendida t1{p,q,...} o r{p,q,...}.
Una segunda rectificación, o birrectificación, trunca caras en puntos. Si es regular tiene la notación t2{p,q,...} o 2r{p,q,...}. Para poliedros, una birrectificación crea un poliedro conjugado.
Se pueden construir rectificaciones de mayor grado para politopos de mayor dimensión. En general, una n-rectificación trunca n-caras a puntos.
Si un n-politopo se rectifica a un estado (n-1), sus facetas se reducen a puntos y el politopo se convierte en su conjugado.

### Notaciones y facetas
Hay diferentes notaciones equivalentes para cada grado de rectificación. Estas tablas muestran los nombres por dimensión y los dos tipos de facetas para cada uno.

#### Polígonosregulares
Las facetas son aristas, representadas como {2}.
| Nombre {p}  | Diagrama de Coxeter | Notación-t Símbolo de Schläfli | Símbolo de Schläfli vertical | Símbolo de Schläfli vertical | Símbolo de Schläfli vertical |
| Nombre {p}  | Diagrama de Coxeter | Notación-t Símbolo de Schläfli | Nombre                       | Faceta-1                     | Faceta-2                     |
| ----------- | ------------------- | ------------------------------ | ---------------------------- | ---------------------------- | ---------------------------- |
| Original    |                     | t0{p}                          | {p}                          | {2}                          |                              |
| Rectificado |                     | t1{p}                          | {p}                          |                              | {2}                          |

#### Poliedrosyteseladosregulares
Las facetas son polígonos regulares.
| Nombre {p,q}   | Diagrama de Coxeter | Notación-t Símbolo de Schläfli | Símbolo de Schläfli vertical                               | Símbolo de Schläfli vertical | Símbolo de Schläfli vertical |
| Nombre {p,q}   | Diagrama de Coxeter | Notación-t Símbolo de Schläfli | Nombre                                                     | Faceta-1                     | Faceta-2                     |
| -------------- | ------------------- | ------------------------------ | ---------------------------------------------------------- | ---------------------------- | ---------------------------- |
| Original       | =                   | t0{p,q}                        | {p,q}                                                      | {p}                          |                              |
| Rectificado    | =                   | t1{p,q}                        | r{p,q}= {\displaystyle {\begin{Bmatrix}p\\q\end{Bmatrix}}} | {p}                          | {q}                          |
| Birrectificado | =                   | t2{p,q}                        | {q,p}                                                      |                              | {q}                          |

#### 4-politopos uniformes regulares y panales regulares
Las facetas son poliedros regulares o rectificados.
| name {p,q,r}                      | Diagrama de Coxeter | Notación-t Símbolo de Schläfli | Símbolo de Schläfli extendido                                      | Símbolo de Schläfli extendido                              | Símbolo de Schläfli extendido                              |
| name {p,q,r}                      | Diagrama de Coxeter | Notación-t Símbolo de Schläfli | Nombre                                                             | Faceta-1                                                   | Faceta-2                                                   |
| --------------------------------- | ------------------- | ------------------------------ | ------------------------------------------------------------------ | ---------------------------------------------------------- | ---------------------------------------------------------- |
| Original                          |                     | t0{p,q,r}                      | {p,q,r}                                                            | {p,q}                                                      |                                                            |
| Rectificado                       |                     | t1{p,q,r}                      | {\displaystyle {\begin{Bmatrix}p\ \ \\q,r\end{Bmatrix}}}= r{p,q,r} | {\displaystyle {\begin{Bmatrix}p\\q\end{Bmatrix}}}= r{p,q} | {q,r}                                                      |
| Birrectificado (Dual rectificado) |                     | t2{p,q,r}                      | {\displaystyle {\begin{Bmatrix}q,p\\r\ \ \end{Bmatrix}}}= r{r,q,p} | {q,r}                                                      | {\displaystyle {\begin{Bmatrix}q\\r\end{Bmatrix}}}= r{q,r} |
| Trirrectificado (Dual)            |                     | t3{p,q,r}                      | {r,q,p}                                                            |                                                            | {r,q}                                                      |

#### 5-politopos regulares y panales 4-espaciales regulares
Las facetas son 4 politopos regulares o rectificados.
| name {p,q,r,s}                       | Diagrama de Coxeter | Notación-t Símbolo de Schläfli | Símbolo de Schläfli extendido                                                | Símbolo de Schläfli extendido                                      | Símbolo de Schläfli extendido                                      |
| name {p,q,r,s}                       | Diagrama de Coxeter | Notación-t Símbolo de Schläfli | Nombre                                                                       | Faceta-1                                                           | Faceta-2                                                           |
| ------------------------------------ | ------------------- | ------------------------------ | ---------------------------------------------------------------------------- | ------------------------------------------------------------------ | ------------------------------------------------------------------ |
| Original                             |                     | t0{p,q,r,s}                    | {p,q,r,s}                                                                    | {p,q,r}                                                            |                                                                    |
| Rectificado                          |                     | t1{p,q,r,s}                    | {\displaystyle {\begin{Bmatrix}p\ \ \ \ \ \\q,r,s\end{Bmatrix}}}= r{p,q,r,s} | {\displaystyle {\begin{Bmatrix}p\ \ \\q,r\end{Bmatrix}}}= r{p,q,r} | {q,r,s}                                                            |
| Birrectificado (Dual birrectificado) |                     | t2{p,q,r,s}                    | {\displaystyle {\begin{Bmatrix}q,p\\r,s\end{Bmatrix}}}= 2r{p,q,r,s}          | {\displaystyle {\begin{Bmatrix}q,p\\r\ \ \end{Bmatrix}}}= r{r,q,p} | {\displaystyle {\begin{Bmatrix}q\ \ \\r,s\end{Bmatrix}}}= r{q,r,s} |
| Trirrectificado (Dual rectificado)   |                     | t3{p,q,r,s}                    | {\displaystyle {\begin{Bmatrix}r,q,p\\s\ \ \ \ \ \end{Bmatrix}}}= r{s,r,q,p} | {r,q,p}                                                            | {\displaystyle {\begin{Bmatrix}r,q\\s\ \ \end{Bmatrix}}}= r{s,r,q} |
| Cuatrirrectificado (Dual)            |                     | t4{p,q,r,s}                    | {s,r,q,p}                                                                    |                                                                    | {s,r,q}                                                            |